# Katharina zu Stolberg-Stolberg

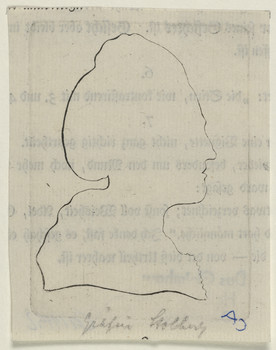
Katharina zu Stolberg

Henriette Katharina Gräfin zu Stolberg-Stolberg (* 5. Dezember 1751 in Bramstedt; † 22. Februar 1832 in Peterswaldau) war ein deutsch-dänische Gräfin.

## Leben und Wirken
Katharina zu Stolberg-Stolberg war eine Tochter von Christian Günther zu Stolberg-Stolberg (1714–1765) und dessen Ehefrau Christiane, geborene Gräfin zu Castell-Remlingen (1722–1773). Ihr Bruder Christian zu Stolberg-Stolberg war ein bekannter Übersetzer, ein weiterer Bruder war Friedrich Leopold zu Stolberg-Stolberg. 
Katharina zu Stolberg-Stolberg galt als sehr exzentrisch. Dieses Temperament hatte sie vermutlich von der Mutter geerbt. Wilhelm von Humboldt bezeichnete sie als „ein Brouillon, wie es nur auf Erden eins geben kann“. Sie führte einen unsteten Lebenswandel, der nicht vollständig nachgezeichnet werden kann. Sie lebte als Stiftsdame in dem dänischen Damenstift Vallø, reiste aber viel und besuchte spontan Freunde und Verwandte.
Ursprünglich evangelischen Glaubens, konvertierte sie 1802 wie ihr Bruder zum katholischen Glauben, machte ihre Entscheidung aber wenig später wieder rückgängig. Um 1806 zog sie zu Gottlob Friedrich Ernst Schönborn, den sie von früher kannte, nach Gut Emkendorf. Beide lebten dort in einer eheähnlichen Gemeinschaft, heirateten jedoch nicht. Nach dem Tod Schönborns wurde Katharina zu Stolberg-Stolberg eine schrullige Greise, die mitunter bösartig war.
Katharina zu Stolberg-Stolberg schrieb, beeinflusst von Friedrich Gottlieb Klopstock, mehrere sentimental-empfindsame Erzählungen. In den dortigen Dialogen sind Einflüsse Edward Youngs zu finden, dessen Übersetzer Johann Arnold Ebert ein Freund der Mutter gewesen war. Die schriftstellerische Leistung Katharina zu Stolberg-Stolbergs ist unbedeutend. Als Quellen für den Emkendorfer Kreis sind ihre Briefe und Aufzeichnung aus Jugendtagen wichtig.